# Philippe Verhaegen
 (novembre 2023).
Si vous disposez d'ouvrages ou d'articles de référence ou si vous connaissez des sites web de qualité traitant du thème abordé ici, merci de compléter l'article en donnant les références utiles à sa vérifiabilité et en les liant à la section « Notes et références ».
En pratique : Quelles sources sont attendues ? Comment ajouter mes sources ?
Arthur Marie Corneille Ghislain Verhaegen, moine bénédictin belge sous le nom de Dom Philippe Verhaegen (Gand 19 septembre 1909 - Ottignies 14 avril 2002) fut aumônier privé du roi Baudouin et de la reine Fabiola, et promoteur du Renouveau charismatique catholique.

## Ascendants
Arthur Verhaegen était le descendant de personnalités aux conceptions politiques et religieuses contrastées.
- Il était le troisième des quatre enfants du baron (1936) Paul-Vincent Verhaegen (1876-1963), docteur en droit, consul général de Belgique, et d’Agnès de Formanoir de la Cazerie (1879-1965).
- Il était un petit-fils du baron (1917) Arthur Verhaegen (1847-1917), membre de la Chambre des représentants, ingénieur-architecte néogothique, pionnier de la démocratie chrétienne, et de la baronne Claire Lammens (1849-1921).
- Il était un arrière-petit-fils d'Eugène Verhaegen (1820-1878), avocat, et de Florentine-Caroline Nève (1823-1903)
- Il était un arrière-arrière-petit-fils de Pierre-Théodore Verhaegen (1796-1862), président de la Chambre des représentants, pilier du parti libéral, grand-maître du Grand Orient de Belgique et cofondateur de l’Université libre de Bruxelles, et de Jeanne Barbanson (1795-1858).

## Biographie
Peu de temps après la naissance d'Arthur, le ménage s'expatria à Vernon, Colombie Britannique (Canada), où son père exploita pendant quelques années une plantation fruitière. En 1916, celui-ci décida de s'engager comme volontaire de guerre dans l'armée belge, tandis que son épouse et les enfants s'installèrent en Angleterre. Arthur y commença ses études primaires, qu'il termina à Tournai, toute la famille étant à partir de 1919 venue s'installer d'abord chez les grands-parents de Formanoir et à partir de 1926 au château de Templeuve. Il devint pensionnaire de l'abbaye bénédictine de Zevenkerken à Saint-André-lez-Bruges et y termina ses études secondaires en 1929. 

## Bénédictin
Il entra au noviciat à l’abbaye de Saint-André le 2 octobre 1930 sous le nom de frère Philippe. Après le noviciat, il  entama les études de deux ans de philosophie et de quatre ans de théologie en habitant l’abbaye bénédictine du Mont-César à Louvain. Il fut ordonné prêtre le 18 juillet 1937.
En août 1938, il gagna la fondation bénédictine créée par son abbaye près d’Élisabethville (Lubumbashi) au Congo belge. Il n'y séjourna que trois mois, diagnostiqué comme atteint par la tuberculose. Il fut soigné à Thorenc (Alpes-Maritimes) dans un sanatorium réservé aux membres du clergé. Après la Deuxième Guerre mondiale, il devint le curé de Thorenc et fut chargé du ministère dans vingt-six paroisses de l’arrière-pays niçois. 
En 1958 il fut rappelé dans son abbaye et y fut nommé prieur auprès de l'abbé Dom Ghesquière. Fin 1964 il fut nommé prieur du prieuré bénédictin Saint Andrew's à Valyermo, (Californie).

## Renouveau charismatique
En fréquentant l'Université Loyola (Los Angeles) il découvrit le renouveau charismatique, courant spirituel, né en 1967 à la suite du Concile Vatican II à l’université de Pittsburgh (Pennsylvanie), qui s’inspirait des protestants pentecôtistes et plaçait l’ouverture à l’Esprit au centre de la prière. Plutôt sceptique devant cette façon de prier beaucoup trop exubérante et envahissante le père Philippe fut néanmoins saisi en 1971 par l’expérience de l’Esprit Saint d’une façon très abrupte et très forte. 
En 1973 il se laissa succéder en tant que prieur par un Américain et retourna en Europe où il assista une dernière fois à la réunion plénière des abbés bénédictins qui se tint à Rome. 
Une partie des moines francophones de l'abbaye de Saint-André ayant quitté l'abbaye de Saint-André et ayant fondé en 1967 le monastère de Clerlande à Ottignies, dom Philippe se joignit à eux. Du cardinal Léon-Joseph Suenens il reçut la demande de propager le renouveau charismatique en Belgique.
Sa première initiative fut la fondation à Lovenjoel près de Louvain de la maison Magnificat, centre trilingue pour les étudiants adeptes du renouveau charismatique. A Bruxelles il fut un des fondateurs du groupe charismatique La Vigne.
À la Pentecôte 1975, il fut un des organisateurs du train de la louange qui conduisit plus de dix mille adeptes du renouveau à Rome. Le pape Paul VI serra à cette occasion le cardinal Suenens dans ses bras et déclara que le renouveau charismatique était une chance pour l’Église et pour le monde. 
Le père Philippe consacra plusieurs années de sa vie à répandre le mouvement charismatique en Belgique, mais aussi au Rwanda et au Zaïre. 
Très attiré par la Vierge Marie, il fut séduit par les apparitions mariales à Medjugorje (Bosnie-Herzégovine) où il se rendit quatre fois en pèlerinage. Il était membre du comité de rédaction du feuillet Nouvelles de Medjugorje.

## Chapelain du roi et de la reine
En 1974 le cardinal Suenens chargea le père Philippe du ministère d'aumônier privé du roi Baudouin. Jusqu'au décès de celui-ci il se rendit presque quotidiennement à Laeken pour y célébrer la messe en la chapelle du palais. 
Dans la dernière partie de sa vie, dom Philippe vécut en permanence au monastère de Clerlande. Il consacra la partie de son temps dévolue au travail, à la reproduction d’icônes.
Lorsqu'il mourut à l'âge de 92 ans, la messe de funérailles fut célébrée au monastère Saint-André de Clerlande, en présence de la reine Fabiola.

## Publications
- Afin que vous portiez beaucoup de fruits: introduction au renouveau dans l’Esprit en un cheminement de 7 semaines, Bruxelles, 1975; rééditions, Paris, Ed. Pneumathèque, 1982 et 1983.
- Une vie au souffle de l’esprit. Entretiens du père Philippe Vedrhaegen avec Charles Delhez, Namur-Bruxelles, Ed. Fidélité/Racine, 1995.
- L’Icône de la Trinité d’Andrei Roublev, Ed. Fidélité, 1995.
- Les icônes, dans la série Que penser de… ?, Ed. Fidélité, 1995.
- Bientôt l’aurore se lèvera, Cahiers de Clerlande n°3, Ottignies, 1997.

## Littérature
- Charles Verhaegen, « Pierre-Théodore Verhaegen (1796-1862) : Son ascendance et sa descendance », Bulletin de l’Association familiale Verhaegen, Bruxelles, no 15,‎ décembre 1996.
- Émission Le Chemin du père Philippe de Françoise Van de Moortele, RTBF, 1994.
- Émission Noms de Dieux d’Edmond Blattchen, RTBF, 1996.
- Marie-Pierre Verhaegen [d'Udekem d'Acoz], Els Witte et Jean Stengers, e.a., Pierre-Théodore Verhaegen. L’homme, sa vie, sa légende, Bruxelles, ULB, 1996.
- Marie-Pierre d'Udekem d'Acoz, « Philippe Verhaegen », dans Nouvelle Biographie Nationale, t. X, Bruxelles, 2010.